# Agostino Quaglia
Agostino Quaglia   (Milà, 1744 - 1823), fou un organista i compositor italià.
Estudià a Milà en l'escola de Fioroni on fou company de Monza, al que amb els anys substituiria com a organista de la catedral llombarda, i el 1802 aconseguí la plaça de mestre de capella de la mateixa catedral.
Deixà nombroses obres religioses, però totes restaren inèdites.